# Edson Reséndez
Edson Alan Reséndez Sánchez (Guasave, Sinaloa, México; 12 de enero de 1996) es un futbolista mexicano. Juega de guardameta y su equipo actual es Sociedad Deportiva Aucas de la Serie A de Ecuador.

## Trayectoria
Formado en las inferiores del C. F. Monterrey, Reséndez debutó con los rayados a los 19 años el 10 de octubre de 2015 ante el Puebla F. C. por la Liga MX.
En agosto de 2021, fue enviado a préstamo al Raya2 Expansión.
El 21 de diciembre de 2021, fue enviado a préstamo al Cancún F. C. para la temporada 2022.
En enero de 2024 se anunció su traspaso al Sociedad Deportiva Aucas de Ecuador.

## Selección nacional
Reséndez fue internacional juvenil por México. Disputó la Copa Mundial de Fútbol Sub-17 de 2013, el Campeonato Sub-17 de la Concacaf de 2013 y el Campeonato Sub-20 de la Concacaf de 2015 donde en ambos México fue campeón y la Copa Mundial de Fútbol Sub-20 de 2015.

## Estadísticas
Actualizado al último partido disputado el 30 de julio de 2025.
| Club               | Div.          | Temporada     | Liga  | Liga  | Copas nacionales(1) | Copas nacionales(1) | Copas internacionales(2) | Copas internacionales(2) | Total | Total |
| Club               | Div.          | Temporada     | Part. | Goles | Part.               | Goles               | Part.                    | Goles                    | Part. | Goles |
| ------------------ | ------------- | ------------- | ----- | ----- | ------------------- | ------------------- | ------------------------ | ------------------------ | ----- | ----- |
| Monterrey · México | 1.ª           | 2015-16       | 1     | 0     | 0                   | 0                   | 0                        | 0                        | 1     | 0     |
| Monterrey · México | 1.ª           | 2018-19       | 1     | 0     | 0                   | 0                   | 0                        | 0                        | 1     | 0     |
| Monterrey · México | Total club    | Total club    | 2     | 0     | 0                   | 0                   | 0                        | 0                        | 2     | 0     |
| Raya2 · México     | 2.ª           | 2021-22       | 15    | 0     | 0                   | 0                   | 0                        | 0                        | 15    | 0     |
| Raya2 · México     | Total club    | Total club    | 15    | 0     | 0                   | 0                   | 0                        | 0                        | 15    | 0     |
| Cancún · México    | 2.ª           | 2021-22       | 19    | 0     | 0                   | 0                   | 0                        | 0                        | 19    | 0     |
| Cancún · México    | 2.ª           | 2022-23       | 34    | 0     | 0                   | 0                   | 0                        | 0                        | 34    | 0     |
| Cancún · México    | 2.ª           | 2023-24       | 4     | 0     | 0                   | 0                   | 0                        | 0                        | 4     | 0     |
| Cancún · México    | Total club    | Total club    | 57    | 0     | 0                   | 0                   | 0                        | 0                        | 57    | 0     |
| Aucas · Ecuador    | 1.ª           | 2024          | 13    | 0     | 0                   | 0                   | 0                        | 0                        | 13    | 0     |
| Aucas · Ecuador    | 1.ª           | 2025          | 3     | 0     | 1                   | 0                   | 1                        | 0                        | 5     | 0     |
| Aucas · Ecuador    | Total club    | Total club    | 16    | 0     | 1                   | 0                   | 1                        | 0                        | 18    | 0     |
| Total carrera      | Total carrera | Total carrera | 90    | 0     | 1                   | 0                   | 1                        | 0                        | 92    | 0     |

## Palmarés

### Títulos nacionales
| Título                     | Club            | País   | Año           |
| -------------------------- | --------------- | ------ | ------------- |
| Primera División de México | C. F. Monterrey | México | 2019-20       |
| Copa México                | C. F. Monterrey | México | Apertura 2017 |
| Copa México                | C. F. Monterrey | México | 2019-20       |

### Títulos internacionales
| Título                           | Selección                  | Sede    | Año  |
| -------------------------------- | -------------------------- | ------- | ---- |
| Campeonato Sub-17 de la Concacaf | Selección sub-17 de México | Panamá  | 2013 |
| Campeonato Sub-20 de la Concacaf | Selección sub-20 de México | Jamaica | 2015 |